# روي إس. لي
روي إس. لي هو سياسي كندي، ولد في 16 أكتوبر 1887، وتوفي في 9 يونيو 1972. حزبياً، نشط في حزب الائتمان الاجتماعي في ألبرتا ‏. وقد انتخب عضو الجمعية التشريعية ألبرتا.